# Пахомий (Лозанов)
Митрополит Пахомий (в миру Пётр Лозанов Лозанов, болг. Петър Лозанов Лозанов; 25 апреля 1978, София) — епископ Болгарской православной церкви, с 9 февраля 2025 года — митрополит Видинский.

## Биография
В 2000 году окончил Софийскую духовную семинарию.
27 июня 2002 года в Дивотинском Свято-Троицком монастыре епископом Знепольским Николаем (Севастияновым) был пострижен в монашество с наречением имени Пахомий. 12 октября 2002 года был рукоположен в сан иеродиакона, а в ноябре — во иеромонаха епископом Знепольским Николаем (Севастияновым).
В 2004 году был официально назначен настоятелем Дивотинского монастыря. Собрал новое монашеское братство, освящает две часовни — «Святой Анны» и обновленные «Святой Семидесяти апостолов», осуществляется укрепительные и реставрационные мероприятия в кафоликоне «Святой Троицы» и ремонт монастырских зданий.
В 2010 году окончил Богословский факультет Софийского университета.
9 марта 2015 года возведен в сан архимандрита епископом Браницким Григорием (Цветковым).
13 июня 2017 года назначен ректором Софийской духовной семинарии св. Иоанна Рыльского.
20 сентября 2021 года решением Священного синода БПЦ был избран во епископа Браницкого. Его наречение во епископа Браницкого состоялось в тот же день в Синодальной палате.
19 октября 2021 года в храме святого Иоанна Рыльского Софийской духовной семинарии был хиротонисан во епископа Браницкого, викария Софийской митрополии. Хиротонию совершили: митрополит Варненский и Великопреславский Иоанн (Иванов), митрополит Западно- и Средноевропейский Антоний (Михалев), митрополит Неврокопский Серафим (Динков), митрополит Врачанский Григорий (Цветков), митрополит Видинский Даниил (Николов), митрополит Доростольского Иаков (Дончев), епископ Мелникский Герасим (Георгиев), епископ Адрианопольский Евлогий (Стамболджиев) и епископ Агафопольский Иерофей (Косаков).
9 июля 2024 года решением Священного синода БПЦ освобождён от должности ректора Софийской духовной семинарии и назначен викарием Софийского митрополита и Болгарского патриарха Даниила
2 февраля 2025 года епархиальным советом Видинской епархии, наряду с епископом Мельникским Герасимом (Георгиевым), избран кандидатом на замещение данной кафедры.
9 февраля 2025 года избран митрополитом Видинским.